# Hugáceo Crujiente
Hugáceo Crujiente (Getafe, 2 de dezembro de 1995), nome artístico de Hugo Díaz, é uma drag queen, desenhadora, artista multidiciplinar e pessoa não-binária espanhola, reconhecida por ter participado na primeira temporada do programa Drag Race España.

## Carreira
Tirou um Bacharelato em Artes em Getafe, prosseguindo os seus estudos no ensino superior com uma Licenciatura em Ilustração na EASD Casa de los Picos de Segovia e, por último, em Desenho Gráfico na EASD de Valencia.
Em 2019 partícipou na palestra Juventuts Trans –formadores. Més enllà del binarisme, organizado pelo Consell Valencià de la Joventut.
Em 2021 integrou o elenco da primeira temporada de Drag Race España, a franquia espanhola do programa de sucesso norte-americano RuPaul's Drag Race. Durante a competição televisiva, venceu o primeiro episódio, continando a sua prestação até ao quinto episódio, no qual foi derrotada numa batalha de lip sync pela finalista Killer Queen. Apesar de não ter prosseguido na competição, após o sexto episódio da temporada, no qual se realizou uma passarela temática à cantora Rosalía, Hugáceo Crujiente publicou a sua proposta nas redes sociais, o qual lhe levou a receber elogios da cantora homenageada.
Um ano depois, competiu na Gala Drag Queen de Las Palmas de Gran Canaria e lançou, ao lado da artista drag Arantxa Castilla La-Mancha, o podcast Mientras te hacías el eyeliner, onde também era co-apresentor. Ainda em 2022, o Museu Thyssen anunciou uma colaboração com a artista para a criação de uma cavalgada tematizada e puramente artística, com a finalidade de ser revelada nas ruas de Madrid durante as festas do Orgulho LGBT da cidade e apareceu no videoclip Lágrimas de ángel da artista Mónica Naranjo.

## Filmografia

### Televisão
| Ano  | Título                         | Papel         | Notas       |
| ---- | ------------------------------ | ------------- | ----------- |
| 2021 | Drag Race España: 1ª temporada | Concorrente   | 6 episódios |
| 2022 | Maestros de la costura         | Convidada     | 1 episódio  |
| 2022 | Drag Race España: 2ª temporada | Convidada     | 1 episódio  |
| 2022 | La ruta                        | La Emperatriz | 1 episódio  |